# إلمر براغ آدامز
إلمر براغ آدامز (بالإنجليزية: Elmer Bragg Adams) هو محامي وقاضي أمريكي، ولد في 27 أكتوبر 1842 في بومفريت في الولايات المتحدة، وتوفي في 24 أكتوبر 1916 في سانت لويس في الولايات المتحدة.